# Arnolfo di Cambio
Arnolfo di Cambio (1245, Colle di Val d'Elsa – 1302, Florencie) byl italským sochařem a architektem.

## Život
Vyučil se u Niccoly Pisana v Sieně a Pise. Roku 1276 odcestoval do Říma. Roku 1281 pobýval v Perugii a 1282 v Orvietu. Poté opět nějakou dobu pracoval na zakázkách v Římě a roku 1296 se usadil ve Florencii. Zde tvořil až do své smrti.

## Dílo

### Řím
- bronzová socha svatého Petra v bazilice sv. Petra ve Vatikánu; tato socha je každoročně 29. června oblékána do papežského roucha [1]
- náhrobek kardinála Annibaldiho v Lateránské bazilice
- náhrobek papeže Hadriána V. v kostele San Francesco ve Viterbu
- ciborium v kostele San Paolo fuorie le Mura – 1285
- ciborium v kostele Santa Cecilia in Trastevere – 1293

### Florencie
- byl prvním architektem katedrály Santa Maria del Fiore
- vedl renovaci Badia Fiorentina
- nakreslil plány pro stavbu Palazzo Vecchio – 1299
- socha sv. Reparaty pro fasádu katedrály (nyní umístěna v Museo dell'Opera del Duomo (Florencie)) – 1296

### Orvieto
- náhrobek kardinála de Braye v kostele San Domenico